# Мануель Фрага Ірібарне
Мануель Фрага Ірібарне (ісп. Manuel Fraga Iribarne; 23 листопада 1922, Вілальба, Луго — 15 січня 2012, Мадрид) — іспанський політичний діяч, вчений-юрист. У 1990–2005 роках — голова автономного уряду Галісії. Член Народної партії (Іспанія), був її лідером з 1989 до 1990.
Професор конституційного права та теорії держави, фахівець з політології та економіки.